# Feuguerolles-Bully
Feuguerolles-Bully è un comune francese di 1 352 abitanti situato nel dipartimento del Calvados nella regione della Normandia.

## Società

### Evoluzione demografica
Abitanti censiti